# Muna-Museum Grebenhain
Das Muna-Museum Grebenhain ist ein Museum und eine Erinnerungsstätte zur Geschichte der Luftmunitionsanstalt Hartmannshain und der Munitionsanstalten der deutschen Wehrmacht in der Zeit des Nationalsozialismus. Es befindet sich in der Alten Schule in Bermuthshain, einem Ortsteil der Gemeinde Grebenhain. 

## Geschichte
Ende 2004 wurde der Arbeitskreis Muna Grebenhain gegründet, um die Geschichte der zwischen 1936 und 1945 bestehenden Luftwaffen-Munitionsanstalt (Muna) aufzuarbeiten, aus deren baulichen Relikten sich nach dem Ende des Zweiten Weltkrieges der heutige Grebenhainer Ortsteil Oberwald entwickelte.
Anlässlich des Tages des offenen Denkmals im Jahr 2005 zeigte der Arbeitskreis eine Ausstellung zur Geschichte und Nachnutzung der Luftmunitionsanstalt Hartmannshain im Bürgerhaus in Grebenhain. Die hohe Resonanz auf diese Ausstellung und das in der Folge zunehmende Interesse der Öffentlichkeit an der Muna gaben schließlich den Anstoß zur Einrichtung eines permanenten Museums.
Als Standort wurde die 1829 bis 1830 erbaute Alte Schule in Bermuthshain ausgewählt, welche zwischen 2008 und 2011 im Rahmen der Dorferneuerung umfassend saniert wurde. In Bermuthshain hatte sich zwischen Juli 1943 und März 1945 ein sogenanntes Ostarbeiterlager für rund 110 Zwangsarbeiterinnen (→ NS-Zwangsarbeit, Ostarbeiter) aus der von deutschen Truppen besetzten Ukrainischen SSR befunden, welche in der Muna arbeiten mussten.
Am 8. Mai 2011 wurde das Muna-Museum Grebenhain feierlich eröffnet. Seit dem 16. April 2013 besteht außerdem der Förderverein Muna-Museum Grebenhain, der mittlerweile Betreiber des Museums ist.

## Ausstellung

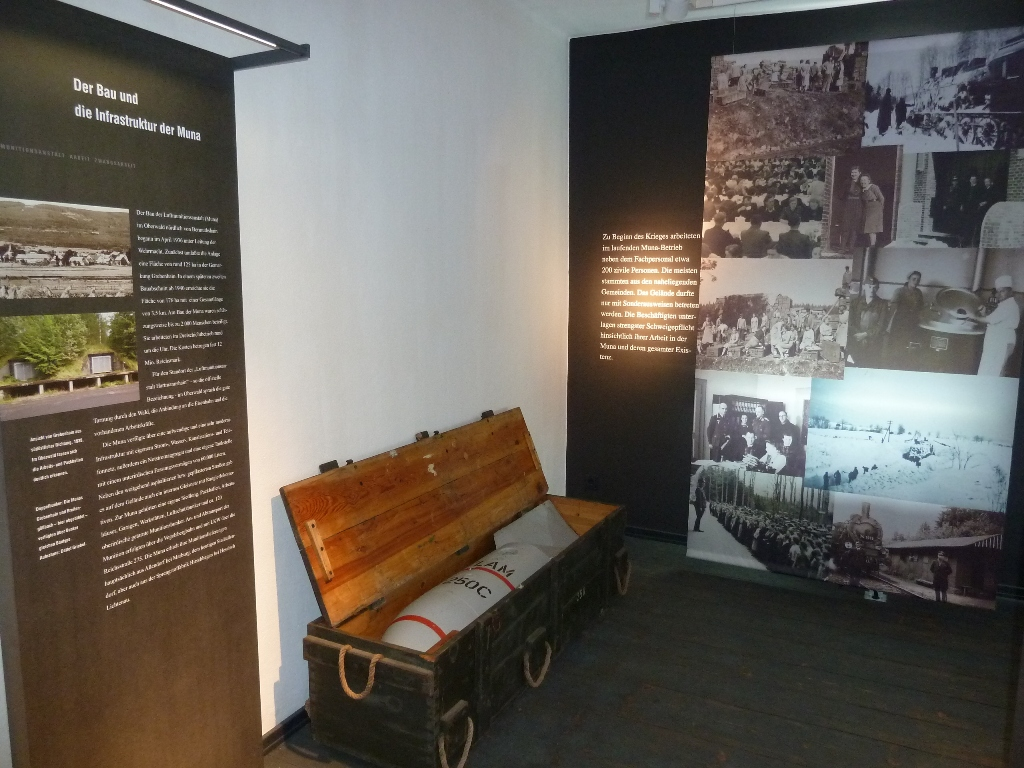
Blick in die Dauerausstellung

Im Muna-Museum Grebenhain wird in zwei Ausstellungsräumen die Geschichte der Luftmunitionsanstalt Hartmannshain zwischen 1936 und 1945 und die Nutzung des Geländes von 1946 bis zur Gegenwart anhand von Schautafeln, Bildern, Filmen, originalen Exponaten sowie eines Modells dargestellt. Zur Ausstellung gehört weiterhin eine Reihe von Karten und Luftbildern, darunter auch eine Kartendarstellung sämtlicher Munitionsanstalten der deutschen Wehrmacht.
Regelmäßig finden auch Sonderausstellungen statt, für die ein spezieller Mehrzweckraum zur Verfügung steht, der ansonsten als Betsaal durch die evangelische Kirchengemeinde Crainfeld genutzt wird.

## Außenstelle
Am 8. Mai 2013 wurde die Außenstelle des Muna-Museums Grebenhain in einem ursprünglich zur Lagerung von Munition dienenden Bunker im früheren NATO-Versorgungslager Grebenhain eingeweiht. Ausgestellt sind hier vor allem größere Exponate, welche aus räumlichen Gründen nicht am Hauptsitz des Museums ausgestellt werden können. Die Außenstelle ist Anlaufpunkt für die Führungen durch das Muna-Gelände, welche vom Förderverein zu regelmäßigen Zeiten sowie auf Anfrage für interessierte Gruppen angeboten werden.